# Ấn tượng VTV 2014
Ấn tượng VTV 2014 là buổi lễ tôn vinh những thành tích xuất sắc trong lĩnh vực truyền hình trên sóng của Đài Truyền hình Việt Nam (VTV) từ tháng 8 năm 2013 đến tháng 7 năm 2014. Buổi lễ được diễn ra vào ngày 5 tháng 9 năm 2014 tại Hà Nội và do Nguyên Khang làm MC.

## Các giải thưởng
| Hạng mục giải thưởng                                         | Top 5 đề cử | Người trao giải                 | Đề cử đoạt giải                  |
| ------------------------------------------------------------ | --- | ------------------------------- | -------------------------------- |
| MC Ấn tượng                                                  | Công Tố Thùy Dương Trấn Thành Nguyên Khang Lại Văn Sâm                                                                                                  | NSƯT Kim Tiến Phan Anh          | Công Tố                          |
| Biên tập viên lên hình Ấn tượng                              | Tuấn Đức Ngọc Trinh Hoài Anh Quang Minh Diệp Chi | Diệp Anh Vũ Mạnh Cường          | Hoài Anh                         |
| Hình ảnh thời sự Ấn tượng                                    | Tàu Trung Quốc phun vòi rồng Chiến sự Ukraina Giàn khoan HD 981 Qua sông bằng túi nilon Hải quan nhận tiền đút lót                                      | Ái Phương Chu Lai               | Tàu Trung Quốc phun vòi rồng     |
| Nghệ sĩ Ấn tượng                                             | Đàm Vĩnh Hưng Hồ Ngọc Hà Thanh Bùi Phương Mỹ Chi Mỹ Tâm                                                                                                 | Trương Ngọc Ánh NSND Hoàng Dũng | Mỹ Tâm                           |
| Khách mời Ấn tượng                                           | Đàm Vĩnh Hưng Hồ Ngọc Hà Mỹ Tâm Đặng Thiêm Xuân Bắc | Xuân Bắc Đinh Tiến Dũng         | Đàm Vĩnh Hưng                    |
| Hình ảnh Nhân văn Ấn tượng                                   | Anh Shio Kawa Minoru Học sinh dân tộc tự giác lên lớp Nối vòng tay lớn Các bạn trẻ thắp nến trước nhà Đại tướng Võ Nguyên Giáp Đám cưới cô gái suy thận | Đặng Châu Anh Phú Quang         | Đám cưới cô gái suy thận         |
| Sân khấu Ấn tượng                                            | Gala Như chưa hề có cuộc chia ly Vietnam Idol Giọng hát Việt Chào 2014 Tôi yêu World Cup                                                                | Minh Thư Việt Tú                | Gala Như chưa hề có cuộc chia ly |
| Phim mới Ấn tượng                                            | Chạm tay vào nỗi nhớ Chỉ có thể là yêu Hoa nở trái mùa Vừa đi vừa khóc Trò đời                                                                          | Uyên Linh Bùi Thạc Chuyên       | Vừa đi vừa khóc                  |
| Chương trình được cộng đồng mạng yêu thích                   | 5S Online Chinh phục Ghế không tựa Ai là triệu phú Tiệm bánh Hoàng tử bé                                                                                | Đoàn Xuân Hợp                   | 5S Online                        |
| Chương trình Văn hóa - Xã hội - Khoa học - Giáo dục Ấn tượng | Biển động Tỏa sáng nghị lực Việt Xuôi dòng Đồng Nai Cây đàn Điện Biên Điều ước thứ 7                                                                    | Hồ Trung Dũng Tạ Bích Loan      | Cây đàn Điện Biên                |
| Chương trình giải trí Ấn tượng                               | Bữa trưa vui vẻ Ảo...thật Giai điệu tự hào Giọng hát Việt nhí Nhân tố bí ẩn                                                                             | Ốc Thanh Vân Trương Nam Thành   | Bữa trưa vui vẻ                  |

## Tiết mục đặc biệt
| STT | Nghệ sĩ                                | Tác phẩm                        |
| --- | -------------------------------------- | ------------------------------- |
| 1   | Đinh Mạnh Ninh, Dương Hoàng Yến, Ông T | "Cuộc sống muôn màu"            |
| 2   | Oplus & FB Boiz                        | "Tôi muốn trở thành ngôi sao"   |
| 3   | Đinh Mạnh Ninh & Cao Thanh Thảo My     | "Giấc mơ tình yêu"              |
| 4   | Tùng Dương                             | "Độc đạo"                       |
| 5   | Mai Quốc Việt                          | Liên khúc các bài hát nổi tiếng |
| 6   | Tạ Quang Thắng & thí sinh Đồ Rê Mí     | "Sống như những đóa hoa"        |
| 7   | Vũ Cát Tường                           | "Cất bước"                      |
| 8   | Nhật Thủy                              | "Chân trời cuối cùng"           |
| 9   | Ái Phương                              | "Em muốn"                       |
| 10  | Minh Quân                              | "Niềm tin khát khao"            |
| 11  | Minh Thư                               | "Nắng"                          |
| 12  | Uyên Linh                              | "Exposure"                      |
| 13  | Dương Hoàng Yến                        | "Đừng buồn phiền"               |
| 14  | FB Boiz                                | "Tên tôi Việt Nam"              |